# ゴールドウイン
株式会社ゴールドウインは、スポーツウェア、スポーツ用品の製造販売を行う会社。

## 概要
社名と同じ自社ブランドの「Goldwin」の他、「ザ・ノース・フェイス」、「ヘリーハンセン」、「カンタベリー・オブ・ニュージーランド」等の有力ブランドのスポーツウェア、スポーツ用品を製造販売している。
社名は、古代オリンピックの勝者を「ゴールド・ウイナー」と呼ぶことに由来し、競技者に栄冠がもたらされるようにとの願いが込められている。
2007年（平成19年）6月、水着事業を自社ブランドに切り替えたミズノから「SPEEDO」ブランドを三井物産とともに実質譲り受け、製造・輸入・販売を開始。当初は「日本水泳連盟指定」の壁に阻まれたが、「レーザー・レーサー」によって一気に形勢を逆転した。
また、かつて  スズキ・エスクードとのタイアップでゴールドウインの名を冠した自動車を販売していたことで知られる。

## 沿革
- 1950年（昭和25年）6月 - 富山県西礪波郡津沢町（1962年から小矢部市津沢）に個人事業として創業。
- 1951年（昭和26年）12月 - 法人化、株式会社津沢メリヤス製造所となる。
- 1963年（昭和38年）6月 - 商号を株式会社ゴールドウインに変更。由来は翌年に予定された東京オリンピックでの日本選手の勝利を祈って（金メダル・勝利）[2]。
- 1964年（昭和39年）10月 - 東京オリンピックで日本人選手が獲得した16個の金メダルのうち、12個がゴールドウイン着用の選手による獲得となる[3][出典無効]。
- 1975年（昭和50年） - Championブランドのスポーツウェアの取り扱いを開始する（ライセンス契約終了につき2016年2月末で販売終了）[4][5]。
- 1978年（昭和53年） - 「ザ・ノース・フェイス」の輸入販売を開始[6]。
- 1981年（昭和56年）2月5日 - 名古屋証券取引所第2部に株式上場[7]。
- 1991年（平成3年）12月 - 東京証券取引所第2部に上場。
- 1994年（平成6年） - 「ザ・ノース・フェイス」の国内商標権を取得[6]。
- 1995年（平成7年）9月 - 東京証券取引所第1部、名古屋証券取引所第1部に指定替え。
- 2003年（平成15年）2月 - 名古屋証券取引所上場廃止。
- 2006年（平成18年）9月 - 黒伏高原スノーパーク・ジャングルジャングルを運営していた関連会社の東根リゾート開発がスキー場を売却、事業撤退。
- 2007年（平成19年）6月 - 英国スピードインターナショナルとのライセンス契約を保有していたミズノが2007年5月末で契約を終了したことにより、以後の契約を筆頭株主の三井物産が締結。ライセンス契約に基づく製品製造・輸入・販売を同社から受託。
- 2022年（令和4年）10月 -  スウェーデンの電動バイクメーカーCAKE 0 emission ABと日本国内における独占パートナー契約を締結した[8]。
- 2024年（令和6年）7月 - 韓国に子会社を設立すると発表[9]。

## 関係会社

### 連結子会社
- ゴールドウインロジテム（富山県小矢部市）（スポーツ用品関連事業）
- ゴールドウインエンタープライズ（富山県小矢部市）（スポーツ施設・スポーツ情報関連事業）
- ゴールドウイントレーディング（神奈川県海老名市）（スポーツ用品関連事業）
- 株式会社ゴールドウインベンチャーパートナーズ（東京都港区）（ベンチャー投資事業）
- 株式会社PLAY EARTH PARK（富山県小矢部市）（体験型複合施設の開発・運営）
- 株式会社ナナミカ（東京都渋谷区）（スポーツカジュアルウエアの企画・販売）
- 株式会社アンパスィ（東京都千代田区）（スポーツウエアの販売）
- 株式会社ウールリッチジャパン（東京都渋谷区）（スポーツカジュアルウエアの企画・販売）
- ゴールドウインヨーロッパ （スポーツウエアの販売）
- 高得運（蘇州）商貿有限公司（Goldwinブランド商品の製造・販売）
- 北京奥冠英有限公司（スポーツ用品関連事業）
- 高得運（北京）服装商貿有限公司（スポーツウエアの販売）
- 高得運（上海）服装科技有限公司 （ハイテックウエア等の販売）
- ゴールドウインアメリカ （スポーツウエアの販売）
- ナナミカユーエスエー（スポーツカジュアルウエアの販売）
- ゴールドウインコリアコーポレーション（Goldwinブランド商品の販売）
- ゴールドウインサイゴンベトナム（現地工場からの商品調達に関する生産・納期・品質管理業務等）

### 関連会社
- ゴールドウイン開発（富山県小矢部市）（スポーツ施設・スポーツ情報関連事業）
- ナナミカ（東京都渋谷区）（スポーツ用品関連事業）
- ヤングワンアウトドアコーポレーション （スポーツウエアの企画・販売）